# 夯土版築技術
夯土版築技術歷史久遠，早在春秋戰國時代，版築技術已是一門建築技術，《孟子·告子章句下》「傅說舉於版築之間」，說的就是役徒傅說因善長於版築技術而得到重用。戰國時期各國城牆多使用夯土版築，如齊國的臨淄城，桓公台、歇馬台，從中仍可以觀察出夯土技術。直到秦漢時期修築的長城如現存的臨洮長城及漢長城，都是夯土版築技術而建成。
夯土牆的主要材料是泥土，可就地取材、重復利用且成本低廉。在進行施工前須先立擋土版。兩側的擋土版名榦，又名栽；前端的擋土版名楨，在漢代又名牏。為防止擋土版移動，會在版外立樁，並繞過樁用繩將版縛緊。夯完土之後會砍斷繩，拆去牆板。在夯築高牆時會搭架，在夯層中安置插竿。施工完畢後會拆去腳手架，壓在夯土中的插竿能起到加固牆身的作用。